# Нижняя Вязовка
Нижняя Вязовка — село в Бузулукском районе Оренбургской области России. Входит в состав муниципального образования сельское поселение Верхневязовский сельсовет.

## География
Село расположено на юге района на реке Вязовка (приток Самары), в 46 км к юго-востоку от города Бузулука.

## История
Основано в 1766 году чувашскими и мордовскими переселенцами.

## Население
| 2003 | 2010 |
| ---- | ---- |
| 203  | ↘194 |

Национальный состав
По данным Всероссийской переписи населения 2010 года:
| № | Национальность | Численность, чел. | Доля |
| - | -------------- | ----------------- | ---- |
| 1 | русские        | 161               | 83 % |
| 2 | мордва         | 8                 | 4 %  |
| 3 | казахи         | 5                 | 3 %  |
| 4 | немцы          | 4                 | 2 %  |
| 5 | украинцы       | 4                 | 2 %  |
| 6 | другие         | 11                | 6 %  |